# Harald Konopka
Harald Konopka (* 18. November 1952 in Echtz) ist ein ehemaliger deutscher Fußballspieler. Von 1971 bis 1984 hat er in der Fußball-Bundesliga 352 Spiele absolviert und dabei 21 Tore erzielt. Als Aktiver des 1. FC Köln hat der zumeist als rechter Außenverteidiger eingesetzte Defensivspieler in der Saison 1977/78 die deutsche Meisterschaft, sowie in den Jahren 1977, 1978 und 1983 den DFB-Pokal gewonnen.

## Karriere

### Vereinsfußball in der Bundesliga
In der Saison 1970/71 spielte sich „Harry“ Konopka über die A-Jugend des 1. FC Köln in die westdeutsche Auswahl und nahm im Oktober 1970 am DFB-Jugendländerpokal gegen Nord- und Süddeutschland teil. Am 14. April 1971 debütierte der von der SG Düren 99 gekommene Nachwuchsspieler in der DFB-Jugendnationalmannschaft. Er bildete zusammen mit Rudi Kargus und Hartmut Huhse das deutsche Schlussdreieck beim 1:0-Erfolg gegen Italien in Macerata, einem Qualifikationsspiel zum UEFA-Juniorenturnier. Im Mai nahm er mit der DFB-Jugend am UEFA-Turnier in der Tschechoslowakei teil. Erfolgreicher Abschluss seiner A-Juniorenzeit bildeten die Spiele um die deutsche Meisterschaft im Juli 1971 in Nürnberg. Am 11. Juli gewann er mit dem 1. FC Köln das Finale gegen den 1. FC Nürnberg mit 3:1.
Er wurde zur Lizenzspielermannschaft der Saison 1971/72 übernommen und debütierte bereits einen Monat später, am 14. August, unter Trainer Gyula Lóránt in der Bundesliga. Das Heimspiel gegen Werder Bremen endete 0:0-Remis, und das Talent hatte an der Seite von Matthias Hemmersbach, Heinz Simmet, Werner Biskup, Bernd Cullmann, Wolfgang Weber, Bernd Rupp und Hannes Löhr die ersten Schritte in der Bundesliga bestanden. Bereits am 16. November, drei Tage nach dem Bundesligaspiel gegen Hannover 96, wurde er vom DFB in der U23-Nationalmannschaft beim EM-Qualifikationsspiel in Bremen gegen Polen eingesetzt. Beim 1:0-Erfolg bildete er zusammen mit Hans-Josef Kapellmann das Verteidigerpaar. In seinem ersten Jahr im Seniorenbereich kam der ehrgeizige und zweikampfstarke Defensivakteur auf 33 Bundesligaeinsätze und erzielte dabei ein Tor. Der 1. FC Köln belegte den vierten Rang. Am 29. März 1972 debütierte Konopka beim Länderspiel in Tatabánya gegen Ungarn in der B-Nationalmannschaft. Beim 2:0-Erfolg verteidigte er mit dem Düsseldorfer Fortunen Heiner Baltes.
In seinem zweiten Jahr in der Bundesliga, 1972/73, kam die "Geißbock-Elf" mit Trainer Rudolf Schlott zur Vizemeisterschaft. Konopka wirkte in 28 Spielen mit. Jetzt rückten aus der Jugend noch Herbert Hein und Herbert Neumann nach. Zum Höhepunkt der Saison wurde das DFB-Pokalfinale am 23. Juni 1973 in Düsseldorf gegen die "Fohlen" vom Niederrhein, Borussia Mönchengladbach. In einem selten schönen Endspiel setzte sich die Mannschaft von Trainer Hennes Weisweiler mit 2:1 in der Verlängerung durch ein Tor des in der 91. Minute eingewechselten Günter Netzer durch. Konopka wurde in der 71. Spielminute für Kapitän Wolfgang Overath eingewechselt. Nach den Zwischenlösungen im Trainerbereich mit Zlatko Čajkovski und Georg Stollenwerk übernahm der Ex-Spieler und Ex-Trainer Hennes Weisweiler zur Runde 1976/77 den 1. FC Köln. Jetzt erfuhr der beinharte Zweikämpfer, er wurde am Rhein auch "Mister Eisenfuß" genannt, eine Weiterentwicklung als laufstarker Flankengeber von der Flügelseite zur Verwandlung durch den kopfball- und schussstarken Mittelstürmer Dieter Müller. Im ersten Weisweiler-Jahr, 1976/77, schraubte der Torjäger seine Marke auf 34 Treffer und Konopka war dabei mehrmals als Flankengeber in Erscheinung getreten. Mit der Abwehrformation Toni Schumacher (Tor), Konopka, Gerd Strack, Roland Gerber und Herbert Zimmermann gewannen die Kölner am 30. Mai 1977 in Hannover im Wiederholungsspiel gegen Hertha BSC den DFB-Pokal. Mit der gleichen Defensivbesetzung wurde dieser Triumph am 15. April 1978 in Gelsenkirchen durch einen 2:0-Erfolg gegen Fortuna Düsseldorf wiederholt. Die Runde 1977/78 wurde aber durch den Erfolg in der Meisterschaft gekrönt, Köln gewann 1978 das Double und Konopka hatte dabei in 31 Ligaspielen drei Tore erzielt. Seine konstant gute Rundenleistung brachte ihm die Aufnahme in den Kader der DFB-Elf zur Fußballweltmeisterschaft 1978 in Argentinien ein.
Unter Trainer Rinus Michels erreichte Konopka mit dem 1. FC Köln in der Runde 1981/82 zum zweiten Mal nach 1972/73 die Vizemeisterschaft. Er absolvierte dabei 26 Spiele und erzielte ein Tor. In seiner letzten Saison für den 1. FC, 1982/83, bestritt der Defensivspieler nur noch 15 Ligaspiele, gehörte aber der erfolgreichen Formation am 11. Juni 1983 beim DFB-Pokalfinale gegen den Lokalrivalen SC Fortuna Köln an, die mit einem 1:0-Sieg den vierten Cup für die "Geißböcke" erkämpfte. Er bildete dabei mit Herbert Neumann und Stephan Engels das Mittelfeld der siegreichen FC-Mannschaft. Am ersten Spieltag der Saison 1983/84, den 13. August 1983, wurde er in der 61. Spielminute beim Stand von 1:1 ausgewechselt und bestritt danach kein Spiel mehr für Köln. In der Winterwechselperiode nahm er ein Angebot von Borussia Dortmund an und debütierte bei den Westfalen am 3. Dezember 1983 beim Auswärtsspiel gegen den FC Bayern München in der BVB-Elf. Dortmund verschliss in dieser Saison mit Uli Maslo, Helmut Witte, Hans-Dieter Tippenhauer und Horst Franz gleich vier Trainer und belegte am Rundenende mit 30:38 Punkten den 13. Platz. Harald Konopka beendete im Sommer 1984 nach insgesamt 352 Bundesligaspielen mit 21 Toren seine Karriere als Profifußballer.
Konopka gehört neben Herbert Hein, Jürgen Glowacz und Herbert Neumann zu den vier Spielern des 1. FC Köln, die 1971 Deutscher A-Jugend-Meister wurden und auch bei der deutschen Meisterschaft der Profis sieben Jahre später dabei waren. Insgesamt bestritt er 450 Pflichtspiele für den 1. FC Köln und belegt damit in der Gesamtstatistik der Kölner den 9. Platz hinter Bernd Cullmann (453) und vor Heinz Flohe (448).

### Internationale Spiele und Nationalmannschaftsteams
Nach den Berufungen in die Jugendnationalmannschaft und seiner Teilnahme am UEFA-Juniorenturnier im Mai 1971, debütierte der Nachwuchsspieler ansatzlos beim 1. FC Köln im August in der Fußball-Bundesliga, machte am 15. September die ersten Schritte im Europapokal, als er beim 1:1-Remis bei AS St. Etienne im UEFA-Pokal eingesetzt wurde und auch noch erstmals am 16. November 1971 vom DFB in der Juniorenelf U-23 berücksichtigt wurde. In der Juniorenelf des DFB spielte Konopka bis 1973, in der B-Nationalmannschaft absolvierte er sein zehntes Spiel im unmittelbaren Vorfeld der Weltmeisterschaft 1978 in Argentinien, als er am 18. April in Norrköping beim 1:0-Sieg der DFB-Junioren verteidigte. Einen Tag später verlor die A-Nationalmannschaft mit Spielführer und rechter Außenverteidiger Berti Vogts gegen Schweden mit 1:3 Toren. Konopka gehörte dem WM-Kader 1978 an und wurde am 14. Juni beim Spiel gegen Italien eingewechselt. Seinen zweiten Einsatz in der A-Elf hatte er am 26. Mai 1979 beim 3:1-Sieg gegen Island. War von 1971/72 bis 1978 mit Vogts ein unumstrittener Stammspieler auf seiner Position des rechten Außenverteidigers, so übernahm diese Rolle vom Mönchengladbacher danach der Mann vom Hamburger SV, Manfred Kaltz. Deshalb stehen für Konopka in der A-Nationalmannschaft lediglich zwei Spiele zu Buche.
Mit dem 1. FC Köln bestritt er aber von 1971 bis 1982 in den europäischen Wettbewerben 59 Spiele und erzielte dabei drei Tore. In den Runden 1978/79 und 1980/81 schied er mit seinen Mitspielern jeweils erst im Halbfinale aus. Am 25. April 1979 durch eine 0:1-Heimniederlage im Europapokal der Meister gegen Nottingham Forest, in deren Reihen Torhüter Peter Shilton und Angreifer Tony Woodcock ihr Können demonstrierten. Wiederum verhinderte im April 1981 eine britische Mannschaft den Kölnern den Einzug in ein Finale, Ipswich Town im UEFA-Pokal. Trotzdem erlebte der nie aufgebende Kämpfer in einzelnen Spielen Höhepunkte in den europäischen Herausforderungen: am 7. November 1973 wurde Olympique Marseille mit Marius Trésor, Roger Magnusson und Josip Skoblar mit 6:0 Toren auf die Heimreise geschickt; in der Runde 1974/75 war er bei zwei 5:1-Erfolgen gegen Partizan Belgrad und den FC Amsterdam am Ball; am 8. Dezember 1976 gelang ein 4:1-Heimerfolg gegen Queens Park Rangers; am 5. November 1980 feierte er mit Köln einen spektakulären 4:0-Auswärtserfolg beim FC Barcelona und wirkte auch noch am 3. November 1982 beim 5:0-Heimerfolg gegen die Glasgow Rangers mit. Sein letztes Spiel im Europapokal absolvierte er am 24. November 1982 beim 1:0-Heimsieg gegen den AS Rom, in deren Reihen Bruno Conti und Falcao stürmten.

### Ausklang im Amateurbereich
Auch als Trainer war er erfolgreich. In den 1990er-Jahren führte der in Bergisch Gladbach wohnhafte Ex-Nationalspieler die SSG 09 Bergisch Gladbach von der Landesliga bis in die Oberliga Nordrhein. Eine weitere Traineraufgabe übte er bei SV Rot-Schwarz Neubrück aus.
Beruflich ist Konopka seit 1987 für den Lebensmittelbereich bei Kraft, Jacobs und Suchard im Außenhandel tätig.

## Statistik
- 2 Länderspiele
- 10 B-Länderspiele
- 7 U23-Länderspiele; 2 Tore

- 1. Bundesliga
335 Spiele; 21 Tore 1. FC Köln
17 Spiele Borussia Dortmund

- DFB-Pokal
57 Spiele; 1 Tor 1. FC Köln

- Europapokal der Landesmeister; Europapokal der Pokalsieger; UEFA-Pokal
58 Spiele; 3 Tore 1. FC Köln

## Erfolge
- 1971 Deutscher A-Jugend Meister
- 1973 Deutscher Vize-Meister
- 1973 DFB-Pokal-Finale
- Militärweltmeister 1975 (Siegtorschütze zum 1:0 im Finale gegen die Niederlande)
- 1977 DFB-Pokal-Sieger
- 1978 Deutscher Meister
- 1978 DFB-Pokal-Sieger
- 1980 DFB-Pokal-Finale
- 1982 Deutscher Vize-Meister
- 1983 DFB-Pokal-Sieger

Siehe auch: Deutschland bei der WM 1978 in Argentinien